# Урко Вера
Урко Вера Матеос (народився 14 травня 1987 р.) — іспанський футболіст, що виступає за клуб «CD Guijuelo» на позиції центрального нападника.

## Клубна кар'єра
Вера народився у місті Баракальдо (Біскайя). Від 10 до 12 років навчався в юнацькій школі «Атлетік Більбао». До 23 років грав переважно за аматорські клуби. Під час виступів за друголігову «Лемону» частиною його роботи було носити командну форму до пральні.
Керівництву "Атлетіка" впала в око гра Вери за Лемону в Сегунда Дивізіоні B (тренером клубу був легендарний гравець "Атлетіка" Айтор Ларрасабаль). В останні хвилини зимового трансферного вікна в січні 2011 року з ним підписали контракт на пів року. Спочатку футболіста відправили до команди дублерів «Більбао Атлетік». Його дебют за основну команду в Ла-Лізі відбувся 5 лютого в домашній грі проти хіхонського «Спортінга». За п'ятнадцять хвилин до завершення матчу він замінив Ікера Муньяїна, а команда здобула перемогу 3:0.
14 березня 2011 року Вера забив свій перший гол за «Атлетік». Знову вийшовши на заміну, він приніс своїй команді в доданий час нічию 2:2 проти «Хетафе». Після звільнення з команди він виступав у Сегунда Дивізіоні, змінивши п'ять клубів всього за чотири роки, зокрема грав за «Мірандес», за який він забив 20 м'ячів у всіх змаганнях.
Наприкінці липня 2015 року Вера переїхав до «Чонбук Хьонде Моторс», що виступав у корейській K-Лізі 1. 10 січня наступного року він повернувся до своєї країни й став футболістом друголігової «Осасуни».
19 серпня 2016 року Вера підписав угоду на один рік з «Уескою», що все ще виступала в Сегунді. Наступного 23 січня за обопільною згодою він повернувся до «Мірандеса».
18 травня 2017 року Вера переїхав до Румунії, де став футболістом «ЧФР Клуж». У січні 2019 року, після короткої оренди в «Астрі», також у Лізі I, він підписав контракт з англійським клубом Другої ліги «Олдем Атлетік». Цей контракт розірвано за обопільною згодою 24 січня 2020 року. Невдовзі він повернувся до Іспанії й увійшов до складу скромного «CD Guijuelo».

## Досягнення
Ейбар
- Сегунда Дивізіон : 2013–14

Чонбук Хьонде Моторс
- К-Ліга 1 : 2015

ЧФР Клуж
- Ліга I : 2017–18, 2018–19
- Суперкубок Румунії : 2018